# Paul Magloire

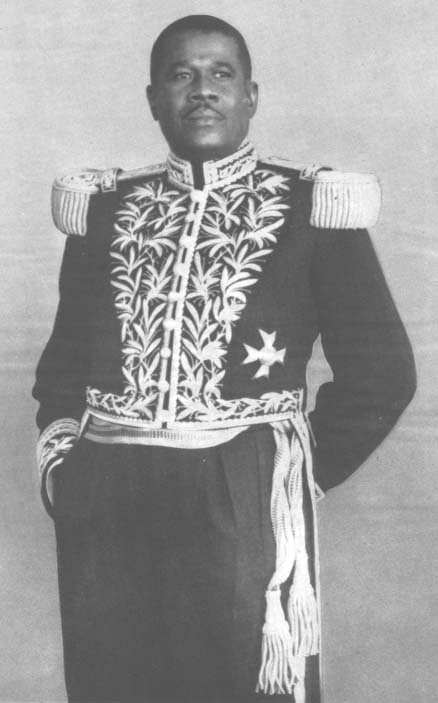
Paul Magloire

Paul Eugène Magloire, född 19 juli 1907, död 12 juli 2001, var president i Haiti 6 december 1950-12 december 1956.